# دورة استبدال جدار العين

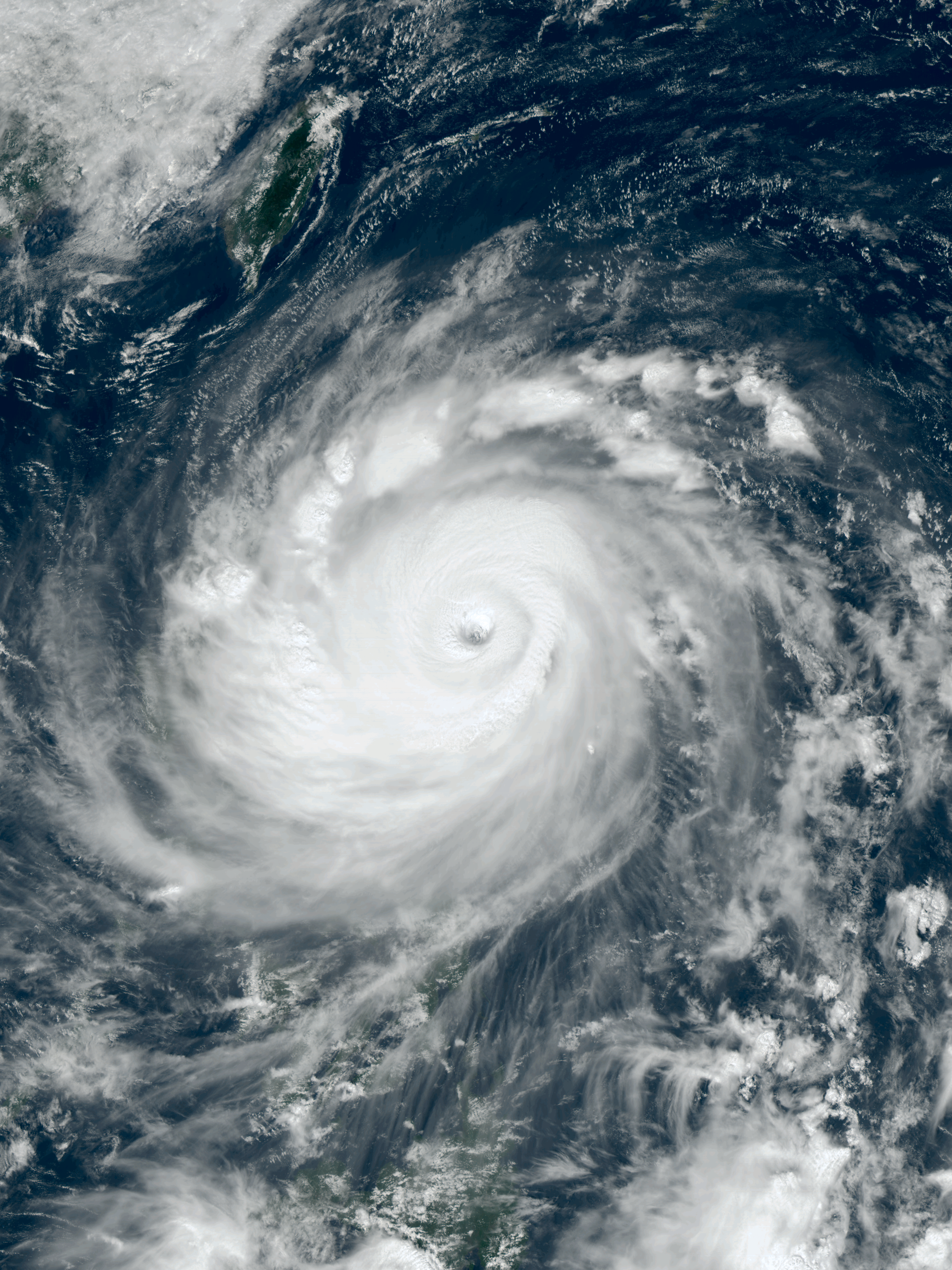
جدران أعين متحدة المركز شوهدت في إعصار هايما أثناء انتقاله غربًا عبر المحيط الهادئ.

في علم الأرصاد الجوية، تحدث دورات استبدال جدار العين (بالإنجليزية: Eyewall replacement cycle)‏، والتي تسمى أيضًا دورات جدار العين المتحدة مركزياً (بالإنجليزية: concentric eyewall cycles)‏، بشكل طبيعي في الأعاصير المدارية الشديدة مع أقصى رياح مستدامة [الإنجليزية] تزيد عن 33 مترًا في الثانية (64 kn؛ 119 كم/ساعة؛ mph74 ميلاً في الساعة)، أو قوة الإعصار، وخاصة في الأعاصير الكبرى من فئة سفير-سيمبسون من 3 إلى 5. في مثل هذه العواصف، قد تتعزز بعض أحزمة المطر الخارجية وتُنظم إلى حلقة من العواصف الرعدية - جدار عين خارجي جديد - يتحرك ببطء إلى الداخل ويحرم جدار العين الداخلي الأصلي من الرطوبة اللازمة والزخم الزاوي. نظرًا لأن أقوى الرياح تكون في جدار عين الإعصار المداري، فإن العاصفة تضعف عادةً خلال هذه المرحلة، حيث "يختنق" الجدار الداخلي بالجدار الخارجي. في النهاية يحل جدار العين الخارجي محل الجدار الداخلي تمامًا، وقد تشتد العاصفة مرة أخرى.
كان اكتشاف هذه العملية مسؤولاً جزئيًا عن نهاية مشروع تعديل الأعاصير التابع للحكومة الأمريكية Stormfury. كان هذا المشروع يهدف إلى تلقيح السحب خارج جدار العين، مما يتسبب على ما يبدو في تكوين جدار عين جديد وإضعاف العاصفة. عندما تم اكتشاف أن هذه كانت عملية طبيعية بسبب ديناميكيات الأعاصير، تم التخلي عن المشروع بسرعة.
يخضع كل إعصار شديد تقريبًا لدورة واحدة على الأقل من هذه الدورات أثناء وجوده. أظهرت الدراسات الحديثة أن ما يقرب من نصف الأعاصير المدارية، وجميع الأعاصير تقريبًا ذات الرياح المستمرة التي تزيد سرعتها عن 204 كيلومترًا في الساعة (127 ميلاً في الساعة؛ 110 kn)، تخضع لدورات استبدال جدار العين. مر إعصار ألين في عام 1980 بدورات استبدال متكررة لجدار العين، وتقلب بين حالة الفئة 5 والفئة 4 على مقياس سافير-سيمبسون للأعاصير عدة مرات. كان إعصار يونيو (1975) أول حالة تم الإبلاغ عنها لجدران العين الثلاثية، وكان إعصارا جولييت وإيريس (2001) حالات موثقة من هذا القبيل.